# اعتراض (بطاقة ائتمان)
يُعرف «الاعتراض» في عمليات بطاقات الائتمان أو بطاقة المدين (الخصم المباشر) بأنه تلك الحالة التي يستفسر فيها العميل عن صحة عملية مالية تمت على حسابه. يقوم العملاء بعمل اعتراض لأسباب عدة يشمل ذلك العمليات الشرائية غير المصرح بها  أو العمليات الشرائية المفرطة وعدم قيام التاجر بتسليم البضاعة أو تسليم البضاعة ولكنها معطوبة أو عدم الرضا عن المنتج أو أخطاء مالية في عملية الشراء من البائع.
في الولايات المتحدة وفي حالة الانتحال والسرقة من البطاقة فإنه يحق لحامل البطاقة العِوض 50 دولار كحد أقصى من عمليات الشراء غير المخولة. العديد من المؤسسات المُصدره للبطاقات تتغاضى عن هذه الرسوم.